# Полет 538 на „Лайън Еър“
Полет 538 на „Лайън Еър“ е редовен вътрешен пътнически полет от международното летище „Сукарно – Хата“, Джакарта, до международното летище „Джуанда“, Сурабая, с планирано междинно кацане на международното летище „Адизомармо“, Суракарта, Индонезия, управляван от „Лайън Еър“. На 30 ноември 2004 г. самолетът „Макдонъл Дъглас MD-82“, който изпълнява полета, се разбива в гробище при кацане в Суракарта, при което загиват 25 души от общо 156 пътници и 7 членове на екипажа на борда машината; капитанът също е сред загиналите.
Предварителният доклад е публикуван през 2005 г. Разследващите заявяват, че спирачната система на самолета не е на оптимално ниво. Това състояние е утежнено от метеорологичните условия по време на инцидента. Идентифициран е и дефектен реверсор на тягата като една от причините за катастрофата; впоследствие са издадени няколко препоръки на „Лайън Еър“. Окончателното разследване, проведено от Индонезийския национален комитет за безопасност на транспорта, заключава, че катастрофата е причинена от аквапланинг, който е утежнен от „срязване“ на вятъра.